# Слесин (гмина)
Слесин (пол. Ślesin) — гмина (уезд) в Польше, входит как административная единица в Конинский повет, Великопольское воеводство. Население — 13 484 человека (на 2004 год).

## Сельские округа
1. Бискупе
2. Былев
3. Глембоцке-Первше
4. Горанин
5. Хоноратка
6. Игнацево
7. Юлия
8. Кемпа
9. Киёвец
10. Колебки
11. Лесництво
12. Лихень Стары
13. Любомысле
14. Маряново
15. Микожин
16. Недзвяды
17. Островонж
18. Пётрковице
19. Погонь-Гославицка
20. Пулвёсек-Любстовски
21. Пулвёсек-Стары
22. Ружнова
23. Шишин
24. Шишиньске-Холендры
25. Вонсоше
26. Выгода

## Прочие поселения
1. Беле
2. Бискупе-Сарновске
3. Былев-Парцеле
4. Домброва-Дужа
5. Домброва-Мала
6. Флёрентыново
7. Глембоцке-Друге
8. Глембоцке-Виталисув
9. Горанинек
10. Холендры-Вонсовске
11. Хоноратка-Владыславув
12. Киёвец-Шишинек
13. Киёвец-Счаны
14. Киёвске-Новины
15. Колебки-Фронсин
16. Колебки-Луги
17. Константыново
18. Константынувек
19. Лизавы
20. Недзвяды-Мале
21. Островонж-Гентково
22. Островонж-Колёня
23. Островы
24. Погонь-Лесничувка
25. Погонь-Любстовска
26. Погожеле
27. Пулвёсек-Новы
28. Рембово
29. Ружополе
30. Сарнова
31. Сарнова-Колёня
32. Смольники-Польске
33. Смольники
34. Станиславово
35. Шишин-Хеленово
36. Шишин-Поле
37. Шишин-Теодорово
38. Шишинек
39. Токары
40. Вежелин
41. Жулвинец

## Соседние гмины
1. Гмина Казимеж-Бискупи
2. Гмина Клечев
3. Конин
4. Гмина Крамск
5. Гмина Скульск
6. Гмина Сомпольно
7. Гмина Вежбинек
8. Гмина Вильчин